# Grant Brits
Grant Brits, né le 11 août 1987 à Johannesbourg (Afrique du Sud), est un nageur australien de nage libre.

## Palmarès

### Jeux olympiques
- En 2008, il fut sélectionné à Pékin pour le relais 4 × 200 m australien qui remporta une médaille de bronze.

### Championnats du monde en petit bassin
- En 2008, il ramena des championnats du monde en petit bassin une médaille d'or avec le relais 4 × 200 m nage libre australien.
- Il avait déjà remporté une médaille d'argent sur la même épreuve lors de l'édition précédente en 2006.

### Championnats du monde en grand bassin
- En 2007, aux championnats du monde, il remporta une médaille d'argent dans son pays, à Melbourne, avec le relais 4 × 200 m.